# Monument (Blutengel)
Monument è l'ottavo album in studio del gruppo musicale tedesco Blutengel, pubblicato nel 2013.

## Tracce
1. A New Dawn to Rise (Intro) – 1:25
2. You Walk Away – 3:55
3. Kinder Dieser Stadt – 3:31
4. All These Lies – 4:45
5. Tears Might Dry – 5:07
6. Uns Gehört Die Nacht – 4:07
7. Die Zeit – 5:11
8. When I Feel You – 4:14
9. Willst Du? – 4:24
10. Nie Mehr – 3:50
11. Save Our Souls – 4:21
12. Deine Welt – 3:57
13. Lebensrichter – 4:09
14. Monument – 4:04